# Stronzo pt. 2
Stronzo pt. 2 è un singolo del rapper italiano Nitro, pubblicato il 13 maggio 2016 come primo estratto dalla riedizione del secondo album in studio Suicidol.

## Video musicale
Il video, diretto da Mirko De Angelis, è stato reso disponibile l'11 maggio 2016 attraverso il canale YouTube del rapper ed è un omaggio a La famiglia Addams; in esso Nitro ricopre il ruolo del Cugino Itt.

## Tracce
1. Stronzo pt. 2 – 2:49